# Knäppupp I – Akta huvet
Akta huvet eller Knäppupp I är den första i Povel Ramels serie revyer som kallades Knäppupp. Musiken och flertalet texter skrevs av Povel Ramel och för regin svarade Per-Martin Hamberg. Yngve Gamlin stod för dekoren och Allan Johansson var kapellmästare.
Akta huvet hade premiär på Cirkus i Göteborg den 10 oktober 1952 och spelade där till den 7 december samma år. Den 1 januari 1953 hade revyn nypremiär på Folkan i Stockholm, där den fortsatte till den 19 april. Tältturnén över hela Sverige – den första turnén med en fullskalig revy – pågick den 25 maj–6 september 1953.
Föreställningen började när publiken skulle ta sina platser (Föreställningen började innan den hade börjat, alltså en elastisk inledning). När publiken hade hittat sina platser så gjorde orkestern entré och spelade Gladiatorernas intåg i dixieland-version. Och lite senare skulle Povel Ramel göra entré genom att åka linbana ner över publiken och ner på scenen och där sjunga kvällens signaturmelodi Knäppupp, relax, koppla av. Sångerna Knäppupp, relax, koppla av, Dom stackars, stackars, stackars cirkusdjuren och ett potpurri på de andra numren i revyn kom ut på tre stenkakor från Metronome Records.

## Medverkande
Gunwer Bergkvist, The Black Diamonds, Brita Borg, Gösta Cederlund, Karl-Olof Finnberg, Barbro Hörberg, Allan Johansson, Martin Ljung, Sangrid Nerf, Birgitta Olzon, Hasse Pettersson, Povel Ramel, Oscar Rundqvist, Mille Schmidt, Maj-Britt Thörn, Gösta Törner med flera.

## Spelplatser under tältrevyn (i ordningsföljd)[2]
Sundbyberg, Köping, Eskilstuna, Uppsala, Norrköping, Linköping, Motala, Jönköping, Kalmar, Karlskrona, Hässleholm, Kristianstad, Malmö, Ystad, Trelleborg, Hälsingborg, Halmstad, Varberg, Falkenberg, Göteborg, Borås, Uddevalla, Karlstad, Kristinehamn, Karlskoga, Örebro, Ludvika, Borlänge, Gävle, Söderhamn, Sundsvall, Östersund, Ljusdal, Sandviken, Stockholm. 

## Revynummer
- Elastisk öppning
- Orkesteröppning
- Allting, praktiskt taget allting Flickery Flies och Gunwer
- P för primadonna Maj-Britt Thörn
- Knäpp Upp, Relax, Koppla av! Povel Ramel
- Gärdebylåten Flickery Flies
- Gamla bekanta – helt visst Maj-Britt Thörn
- Krääzy
- Dr Langer, medlem i SYLF
- Jag tänker skolka ifrån skolan Gunwer Bergkvist
- Den gamla restaurangtrion Povel, Brita och Oscar
- Viking' Martin Ljung
- Killarna som gjorde henne fet Povel Ramel
- The Black Diamonds, trum- och dansnummer
- Los Vasques, dansnummer Från och med Stockholm ersatte dansduon Los Vasques The Black Diamonds.
- Jazzkåsören Povel Ramel
- Varför är Louise så blyg Brita Borg
- Walter Gunwer Bergkvist
- Dom stackars, stackars, stackars cirkusdjuren Povel, Gunwer och Hasse Pettersson
- Följ med mej ut i regnet på en månskenstur (finallåten i Knäppupptältet)
- Pyjamasdags (finallåt på Idéon)